# Catherine (cràter)
Catherine és un cràter de l'asteroide del tipus Amor (433) Eros, situat amb el sistema de coordenades planetocèntriques a 9.1 ° de latitud nord i 171.1 ° de longitud est. Fa un diàmetre de 1.1 km. El nom va ser fet oficial per la UAI l'any 2003 i fa referència a Catherine, amant de Heathcliff a la novel·la Cims borrascosos d'Emily Brontë (Anglaterra, 1847).